# Ionesie Ghiorghioni
Ionesie Ghiorghioni (n. 28 octombrie 1952, Bucova, România - d. 1 octombrie 2020, Reșița, România) a fost un politician român, membru al Parlamentului României. Ionesie Gheorghioni a demisionat din Parlament pe data de 23 iunie 2008 și a fost înlocuit de deputatul Valentin Rusu. În cadrul activității sale parlamentare, Ionesie Gheorghioni a fost membru în grupurile parlamentare de prietenie cu Australia, Republica Malta, Bosnia și Herțegovina. 
Între 2004 și 2008 a fost deputat, ales pe listele Alianței PNL-PD, reprezentând interesele circumscripției electorale nr.11 Caraș-Severin.

## Condamnare penală
În februarie 2016 Curtea de Apel Timișoara l-a condamnat definitiv la 4 ani și 6 luni de închisoare cu executare pentru săvârșirea infracțiunii de complicitate la trafic de influență.